# Cubop City Big Band
Cubop City Big Band is een Nederlandse latin-bigband onder leiding van drummer/percussionist Lucas van Merwijk. De band is vernoemd naar een voormalige uitgaansgelegenheid in New York. 

## Geschiedenis
Cubop City Big Band werd in 1995 opgericht voor de opname van een album met covers van de Cubaanse orkestleider Machito (1908-1984). Dit beviel echter zo goed dat men daarna ook andere grootheden ging eren. Leadzangeres Yma America Martinez, oorspronkelijk bijgestaan door zanger Miguel Montenegro, kreeg een grotere rol. Op de volgende albums stonden onder meer Benny Moré (Moré & More uit 1997) en Arsenio Rodriguez (Arsenio uit 2002) centraal.   
In 2005 vierde Cubop City Big Band het tienjarig bestaan met onder meer de Latin Vocal Explosion-tournee waarvoor de zangeressen Lilian Vieira (Zuco 103) en Izaline Calister werden uitgenodigd. In 2007 volgde een tournee door Colombia, Suriname, Curaçao en Aruba.
Cubop City Big Band ging in 2009 op non-actief, maar maakte een jaar later een doorstart met de eerste van drie Otro Mundo-tournees; hiervoor werden Zuid-Amerikaanse gastmuzikanten uitgenodigd.
Ter gelegenheid van het twintigjarig jublieum verscheen in 2016 de crowdfund cd Star - EWF Latino met bewerkingen van Earth Wind & Fire-klassiekers.
In 2018 begon een tournee waarin de artiesten van het Fania-label centraal stonden.
In 2021 vierde de band het zilveren jubileum met een nieuwe tournee.
Cubop City Big Band stond diverse malen op het North Sea Jazz Festival.